# North Esk River
 (mai 2018).
Si vous disposez d'ouvrages ou d'articles de référence ou si vous connaissez des sites web de qualité traitant du thème abordé ici, merci de compléter l'article en donnant les références utiles à sa vérifiabilité et en les liant à la section « Notes et références ».
Pour les articles homonymes, voir Esk.
La North Esk River est une rivière de Tasmanie, en Australie, et un affluent de la Tamar.

## Géographie
C'est, avec la South Esk River, l'un des affluents du fleuve Tamar. Il prend sa source dans les montagnes des États du Nord-Est avant de rejoindre la rivière St Patrick et de traverser la ville de Launceston.

## Aménagements
La partie touristique de l'ancien port de Launceston est située sur la rivière. Il n'y a pas vraiment de marée, sauf dans la zone où elle rejoint la Tamar. La rivière provoque parfois des inondations en particulier dans la banlieue est de Launceston.
Le célèbre brasserie australienne Boags puise son eau dans la rivière.